# Мухін Станіслав Володимирович
Станіслав Володимирович Мухін (24 листопада 1948, Львів - 28 лютого 2012, Санкт-Петербург) - російський актор театру та кіно.

## Біографія
Станіслав Мухін народився 24 листопада 1948 року у Львові . Закінчив Свердловське театральне училище (клас В. К. Козлова) і з 1970 по 1976 рр. працював у Російському драматичному театрі м. Жданова (нинішній Маріуполь ). З 1978 - в драматичному ансамблі «Молодий театр» при Ленконцерті. З 1989 року у трупі Молодіжного театру на Фонтанці . Станіслав Мухін багато працював на Петербурзькому телебаченні та радіо.
Помер 28 лютого 2012 року у Санкт-Петербурзі після тривалої хвороби.

## Творчість

### Роботи у Театрі
- 1970 «Характеры» по рассказам В. Шукшина — Сеня Громов
- 1971 «Талисман» (Бумбараш) — Цыган
- 1972 «Остановите Малахова» — Андрей Малахов
- 1973 «Ход конём» — Юра Изотов
- 1978 «Ночь после выпуска»
- 1979 «Опасное путешествие доктора Айболита» — Бармалей
- 1978 «До третьих петухов» — Иван-Дурак
- 1979 «Снежная королева» — Принц
- 1979 «Очарованный» — Дервиш
- 1979 «Моё загляденье» — Вася Листиков
- 1979 «Пеппи — Длинный чулок» — Клаун Джин
- 1984 «Удар» В. С. Розова — Молодой человек, Декан (реж. С. Я. Спивак)
- 1988 «Танго» Славомира Мрожека — Эдек (реж. С. Я. Спивак)
- 1989 «Мещанин во дворянстве» Жана-Батиста Мольера — Учитель философии (реж. С. Я. Спивак)
- 1989 «Гроза» А. Н. Островского — Дикой (реж. С. Я. Спивак)
- 1995 «Трёхгрошовая опера» Бертольда Брехта — Пичем (реж. С. Я. Спивак)
- 1998 «Плутни Скапена» Жана Мольера — Карл (реж. В. Ветрогонов)
- 2000 «Дни Турбиных» М. А. Булгакова — Гетман всея Украины (реж. С. Я. Спивак)
- 2001 «Жаворонок» Жана Ануя — Архиепископ (реж. С. Я. Спивак)
- 2006 «Король — Олень» Карло Гоцци — Панталоне (реж. Г. Р. Тростянецкий)
- 2008 «Дон Кихот» М. А. Булгакова — Духовник Герцога (реж. С. Я. Спивак)
- 2009 «Школа налогоплательщиков» Луи Вернея, Жоржа Берра — Министр финансов (реж. М. Г. Черняк)
- 2009 «Зимняя сказка» по Уильяму Шекспиру — Камилло (реж.— Магуи Мира [Испания])

### Роботи в кіно та серіали
- 1991 — Сны о Гоголе (фильм-спектакль) :: Гоголь
- 1998 — Улицы разбитых фонарей :: "Молчун", осведомитель Казанцева (серия "Блюз осеннего вечера")
- 2000 — Агент национальной безопасности - 2 :: «Соха», криминальный авторитет (озвучил Валерий Филонов)
- 2000 — Убойная сила-1 :: свидетель
- 2001 — Агентство НЛС :: Бурдин, «Мотя»
- 2001 — По имени Барон :: киллер
- 2002 — Агентство золотая пуля :: Николай Иванович
- 2002 — Тайны следствия (2 сезон) - опер в Выборге
- 2002 — Марш Турецкого (3 сезон) :: Игорь
- 2003 — Бандитский Петербург. Фильм 5. Опер :: Седой
- 2003 — Удачи тебе, сыщик :: Юдин
- 2004 — Конвой PQ-17 :: эпизод
- 2004 — На вираже :: эпизод
- 2004 — Спецназ по-русски 2 :: эпизод
- 2005 — Принцесса и нищий :: эпизод
- 2005 — Улицы разбитых фонарей - 7 :: Потемкин
- 2006 — Жаворонок (фильм-спектакль) :: Архиепископ
- 2007 — Эра Стрельца :: Константин Сердюков, следователь
- 2007 — Закон мышеловки :: специалист
- 2008 — Дон Кихот (фильм-спектакль) :: духовник Герцога